# Eugene Merle Shoemaker
Eugen Merle »Gene« Shoemaker, ameriški astronom, geolog in raziskovalec udarnih kraterjev, * 28. april 1928, Los Angeles, Kalifornija, ZDA, † 18. julij 1997, Avstralija.
Shoemaker je najbolj znan po soodkritju kometa Shoemaker-Levy, ki ga je v letu 1993 odkril skupaj s svojo ženo Carolyn Jean Spellmann Shoemaker in Davidom Levyjem.
Eugene Shoemaker je umrl v prometni nesreči v bližini Alice Springsa v Avstraliji. Del njegovega pepela je 31. julija 1999 sonda Lunar Prospector ponesla na Luno. Do danes je edini človek, ki je pokopan na Luni.

## Prispevek znanosti
Shoemaker je raziskoval dinamiko pri udarnem kraterju Barringer, ki se nahaja v bližini kraja Winslow v Arizoni, ZDA. Da bi razumel dinamiko pri nastanku udarnih kraterjev, je obiskoval kraterje, ki so nastali pri eksplozijah atomskih bomb v Nevadi.
Shoemaker je bil tudi začetnik področja astrogeologije (planetarne goelogije). Sodeloval je pri osnovanju Astrogeološkega raziskovalnega programa. Bil je tudi njegov prvi predstojnik. Vključili so ga tudi v program Lunar Ranger, ki je pokazal, da je Luna polna udarnih kraterjev. Sodeloval je pri pripravah astronavtov za polet na Luno. Tudi sam je bil kandidat za prvi polet na Luno, vendar je bil zaradi bolezni (Adisonova bolezen – bolezen nadledvične žleze) izključen.
V letu 1969 je prišel v Kalifornijski tehnološki inštitut (Caltech), kjer je začel sistematično proučevati asteroide, ki prečkajo tirnico Zemlje. Pri tem je odkril večje število skupin asteroidov. Med najpomembnejšimi so apolonski asteroidi. Veliko je prispeval k razumevanju možnih padcev asteroidov na Zemljo. Spoznal je, da je v preteklosti na Zemljo padlo že veliko asteroidov in da so udarni kraterji posledica teh padcev asterodov in niso ognjeniki.

## Priznanja

### Nagrade
Leta 1992 je prejel nacionalno medaljo znanosti. Nacionalna akademija znanosti ZDA je njemu in njegovi ženi Carolyn leta 1998 podelila medaljo Jamesa Craiga Watsona.